# Phorusrhacidae
Phorusrhacidae (dịch là: Chim khủng bố) là một họ chim không biết bay ăn thịt, từng là những loài động vật ăn thịt lớn nhất tại Nam Mỹ trong Đại Tân Sinh; tồn tại trong khoảng thời gian từ 62 tới 1,8 triệu năm trước.
Chúng có chiều cao từ 1–3 mét (3,3–9,8 ft). Họ hàng gần nhất còn tồn tại của chúng là những loài chim mào bắt rắn cao 80 cm. Titanis walleri, một loài lớn, từng sinh sống tại Bắc Mỹ (từ Texas đến Florida). Điều này khiến Phorusrhacidae trở thành nhóm động vật ăn thịt lớn duy nhất di cư từ Nam Mỹ đến Bắc Mỹ trong cuộc Đại chuyển giao châu Mỹ, xảy ra sau khi eo đất Panama xuất hiện khoảng 10 tới 15 triệu năm trước.